# Marietta Joanna Bouverne
Marietta Joanna Bouverne (Gent, 25 december 1908 – aldaar, 3 augustus 2020) was sinds het overlijden van de bijna 112-jarige Elisabeth De Proost op 25 januari 2020 de oudste inwoner van België. Ze was sedert het overlijden van Felicitas Van Oudenhove op 1 januari 2019 ook al de oudste inwoner van Gent.
Marietta Joanna Bouverne werd geboren in een arbeidersgezin in de Gentse Dampoortwijk, als dochter van Arthur Bouverne en zijn echtgenote Maria Leontina Bracke. Ze liep school aan het Emile Brauninstituut. Daarna volgde ze een opleiding tot secretaresse, een functie die ze jarenlang uitoefende bij een notaris.
Ze huwde in 1932 in Anderlecht met Albertus Dekens, een handelsvertegenwoordiger in de chocoladesector. Nadien keerde het koppel terug naar Gent, waar Albert in 1960 overleed. Het koppel had geen kinderen. Marietta Joanna Bouverne overleed als supereeuweling op 3 augustus 2020 en werd als oudste Belg opgevolgd door de 111-jarige Maria Julia Van Hool.